# Arkange
Arkange (titre original : Ark Angel)  est le sixième roman de la série Alex Rider écrite par Anthony Horowitz. Il a été publié le 1er avril 2005 au Royaume-Uni puis le 5 octobre 2005 en France.

## Résumé
Cette fois-ci, Alex, blessé par un tireur d'élite, est soigné dans une clinique spécialisée. 
Mais une nuit, son jeune voisin de chambre, Paul Drevin, manque de se faire agresser et est sauvé de justesse par Alex. En remerciement, le père de Paul invite Alex à passer des vacances chez lui. Qui sont ces hommes qui en veulent autant à Paul et à son père ? Serait-ce en rapport avec la création du premier hôtel dans l'espace, Arkange ?